# Α-1,3-グルカン
α-1,3-グルカン (α-1,3-Glucan、英語: alpha-1,3-glucan) は、グルコースがα-1,3-グリコシド結合によって連結した多糖類の一種である。スクロースを原料として酵素が生産し、グルコースを唯一の構成成分とする。
歯にできる歯垢（プラーク）にも含まれる。

## 利用
UDP-グルコース+ [アルファ-D-グルコシル-（1-3）] n {\displaystyle \rightleftharpoons } UDP + [alpha-D-glucosyl-（1-3）] n + 1
3つの水酸基をエステル化することによって、熱可塑性樹脂として利用できる。